# Kancelaria Prezesa Rady Ministrów
Kancelaria Prezesa Rady Ministrów, KPRM, Kancelaria Premiera – aparat pomocniczy Prezesa Rady Ministrów. Powstała w wyniku reformy centrum administracji w 1997, przejmując część zadań Urzędu Rady Ministrów.

## Zadania
Kancelaria zapewnia obsługę merytoryczną, prawną, organizacyjną, techniczną i kancelaryjno-biurową Rady Ministrów, Prezesa Rady Ministrów, wiceprezesów Rady Ministrów, Kolegium do Spraw Służb Specjalnych oraz Rady Legislacyjnej. Kancelaria zapewnia również obsługę pełnomocników rządu, komitetów, komisji wspólnych, rad, zespołów oraz innych kolegialnych organów pomocniczych, doradczych i opiniodawczo-doradczych, jeżeli tak stanowią przepisy o ich utworzeniu.

## Siedziba
W okresie międzywojennym (1918–1939) Prezydium Rady Ministrów mieściło się w obecnym Pałacu Prezydenckim znajdującym się przy ul. Krakowskie Przedmieście 46/48. W 1945 siedzibą prezydium, jak i prawie całego rządu był budynek b. Dyrekcji Kolei Państwowych przy ul. Targowej 74 (przez kilkadziesiąt lat po wojnie mieszczący Dyrekcję Okręgową Kolei Państwowych, a od 2001 spółkę PKP Polskie Linie Kolejowe). Od 1953 Urząd Rady Ministrów, który w 1997 zmienił nazwę na Kancelarię Prezesa Rady Ministrów, mieści się w Al. Ujazdowskich 1/3.
Budynek powstał w 1900 roku jako siedziba Korpusu Kadetów im. Aleksandra Suworowa. Gmach zaprojektował Wiktor Junosza-Piotrowski.

## Kierownictwo (Trzeci rząd Donalda Tuska[3])
| Zdjęcie | Imię i nazwisko, przynależność polityczna | Funkcje w Radzie Ministrów i Kancelarii Prezesa Rady Ministrów             |
| ------- | ----------------------------------------- | -------------------------------------------------------------------------- |
|         | Donald Tusk (PO)                          | - Prezes Rady Ministrów                                                    |
|         | Jan Grabiec (PO)                          | - Minister-członek Rady Ministrów - Szef Kancelarii Prezesa Rady Ministrów |
|         | Grzegorz Karpiński (PO)                   | - sekretarz stanu - Zastępca szefa Kancelarii Prezesa Rady Ministrów       |
|         | Jakub Stefaniak (PSL)                     | - sekretarz stanu - Zastępca szefa Kancelarii Prezesa Rady Ministrów       |
|         | Edyta Szostak                             | - Dyrektor Generalna Kancelarii Prezesa Rady Ministrów                     |

## Szefowie Kancelarii
| Zdjęcie                                                  | Imię i nazwisko    | Okres sprawowania funkcji | Okres sprawowania funkcji                                | Kancelaria Prezesa Rady Ministrów                           |
| Zdjęcie                                                  | Imię i nazwisko    | Od                        | Do                                                       | Kancelaria Prezesa Rady Ministrów                           |
| -------------------------------------------------------- | ------------------ | ------------------------- | -------------------------------------------------------- | ----------------------------------------------------------- |
|                                                          | Grzegorz Rydlewski | styczeń 1997              | październik 1997                                         | Kancelaria Prezesa Rady Ministrów Włodzimierza Cimoszewicza |
|                                                          | Wiesław Walendziak | październik 1997          | marzec 1999                                              | Kancelaria Prezesa Rady Ministrów Jerzego Buzka             |
|                                                          | Jerzy Widzyk       | 26 marca 1999             | 12 czerwca 2000                                          | Kancelaria Prezesa Rady Ministrów Jerzego Buzka             |
|                                                          | Maciej Musiał      | czerwiec 2000             | październik 2001                                         | Kancelaria Prezesa Rady Ministrów Jerzego Buzka             |
|                                                          | Marek Wagner       | 19 października 2001      | 2 maja 2004                                              | Kancelaria Prezesa Rady Ministrów Leszka Millera            |
|                                                          | Sławomir Cytrycki  | 2 maja 2004               | 31 października 2005                                     | Kancelaria Prezesa Rady Ministrów Marka Belki               |
|                                                          | Mariusz Błaszczak  | 31 października 2005      | 4 listopada 2007                                         | Kancelaria Prezesa Rady Ministrów Kazimierza Marcinkiewicza |
| Kancelaria Prezesa Rady Ministrów Jarosława Kaczyńskiego | Mariusz Błaszczak  | 31 października 2005      | 4 listopada 2007                                         |                                                             |
|                                                          | Tomasz Arabski     | 16 listopada 2007         | 25 lutego 2013                                           | Kancelaria Prezesa Rady Ministrów Donalda Tuska             |
|                                                          | Jacek Cichocki     | 25 lutego 2013            | 16 listopada 2015                                        | Kancelaria Prezesa Rady Ministrów Donalda Tuska             |
| Kancelaria Prezesa Rady Ministrów Ewy Kopacz             | Jacek Cichocki     | 25 lutego 2013            | 16 listopada 2015                                        |                                                             |
|                                                          | Beata Kempa        | 16 listopada 2015         | 11 grudnia 2017                                          | Kancelaria Prezesa Rady Ministrów Beaty Szydło              |
| 11 grudnia 2017                                          | Beata Kempa        | 18 grudnia 2017           | Kancelaria Prezesa Rady Ministrów Mateusza Morawieckiego |                                                             |
|                                                          | Michał Dworczyk    | 19 grudnia 2017           | Kancelaria Prezesa Rady Ministrów Mateusza Morawieckiego | 13 października 2022                                        |
|                                                          | Marek Kuchciński   | 13 października 2022      | Kancelaria Prezesa Rady Ministrów Mateusza Morawieckiego | 27 listopada 2023                                           |
|                                                          | Izabela Antos      | 27 listopada 2023         | Kancelaria Prezesa Rady Ministrów Mateusza Morawieckiego | 13 grudnia 2023                                             |
|                                                          | Jan Grabiec        | 13 grudnia 2023           | nadal                                                    | Kancelaria Prezesa Rady Ministrów Donalda Tuska             |

## Poprzednie nazwy
- 1918–1939 Prezydium Rady Ministrów
- 1945–1953 Prezydium Rady Ministrów
- 1953–1996 Urząd Rady Ministrów
- od 1997 Kancelaria Prezesa Rady Ministrów

## Struktura[7][8][9][10][11]
- Biuro Prezesa Rady Ministrów
- Biuro Szefa Kancelarii Prezesa Rady Ministrów
- Biuro Sekretariatu Europejskiego
- Biuro Rzecznika Rządu
- Centrum Informacyjne Rządu
- Departament Bezpieczeństwa Narodowego
- Departament Ekonomiczny Unii Europejskiej
- Departament Komitetu do Spraw Europejskich
- Departament Koordynacji Procesu Legislacyjnego
- Departament Nadzoru i Kontroli
- Departament Oceny Skutków Regulacji i Analiz
- Departament Polityk Publicznych i Programowania Prac Rządu
- Departament Polityki Senioralnej
- Departament Planowania i Koordynacji Odbudowy
- Departament Prawa Unii Europejskiej
- Departament Prawny
- Departament Przygotowania i Sprawowania Przewodnictwa w Radzie Unii Europejskiej
- Departament Służby Cywilnej
- Departament Społeczeństwa Obywatelskiego
- Departament Spraw Parlamentarnych
- Departament do spraw Równego Traktowania
- Departament Spraw Zagranicznych
- Departament Wniosków, Petycji i Skarg
- Departament Współpracy i Monitoringu Odbudowy
- Biuro Budżetowo-Finansowe część 16 i 23
- Biuro Dyrektora Generalnego
- Biuro Informatyki
- Biuro Kadr i Rozwoju Zawodowego
- Biuro Ochrony

## Budżet, zatrudnienie i wynagrodzenia
Wydatki i dochody Kancelarii Prezesa Rady Ministrów są realizowane w części 16 budżetu państwa. W ramach tej części przekazywane są także dotacje podmiotowe dla jednostek nadzorowanych przez Prezesa Rady Ministrów (m.in. CBOS, KSAP, Polskiej Agencji Kosmicznej i Ośrodka Studiów Wschodnich).
W 2020 wydatki KPRM wyniosły 335 233,2 tys. zł, a dochody 3 584,1 tys. zł. Przeciętne zatrudnienie w przeliczeniu na pełne etaty wyniosło 699 osób, a średnie miesięczne wynagrodzenie brutto 8 983 zł.
Budżet KPRM w 2021 r. wynosił 379 757 tys. zł.
W projekcie ustawy budżetowej na 2022 rok budżet KPRM zaplanowano na kwotę 830 968 tys. zł.
W 2020 r. w struktury KPRM włączono:
- Ministra ds. Unii Europejskiej[15] – część 23 budżetu państwa Członkostwo Rzeczypospolitej Polskiej w Unii Europejskiej – budżet na rok 2020 – 23 502 tys. zł[16] – zatrudnienie w 2019 r. – 101 osób[17];

- Ministerstwo Cyfryzacji[18] – część 27 budżetu państwa Informatyzacja – budżet na rok 2020 – 378 034 tys. zł[16], zatrudnienie w 2020 r.: 538 osób[19].